# Tuřany (Brno)
Tuřany (niem. Turas) – miejska i katastralna części Brna, o powierzchni 961,37 ha. Leży na terenie gminy katastralnej Brno-Tuřany.